# ماریا ماتیوس
ماریا ماتیوس (اوکراینی: Марія Матіос؛ زادهٔ ۱۹ دسامبر ۱۹۵۹) سیاستمدار، شاعر، و نویسنده اهل اتحاد جماهیر شوروی سوسیالیستی است.